# Площадь Эугена Кватерника

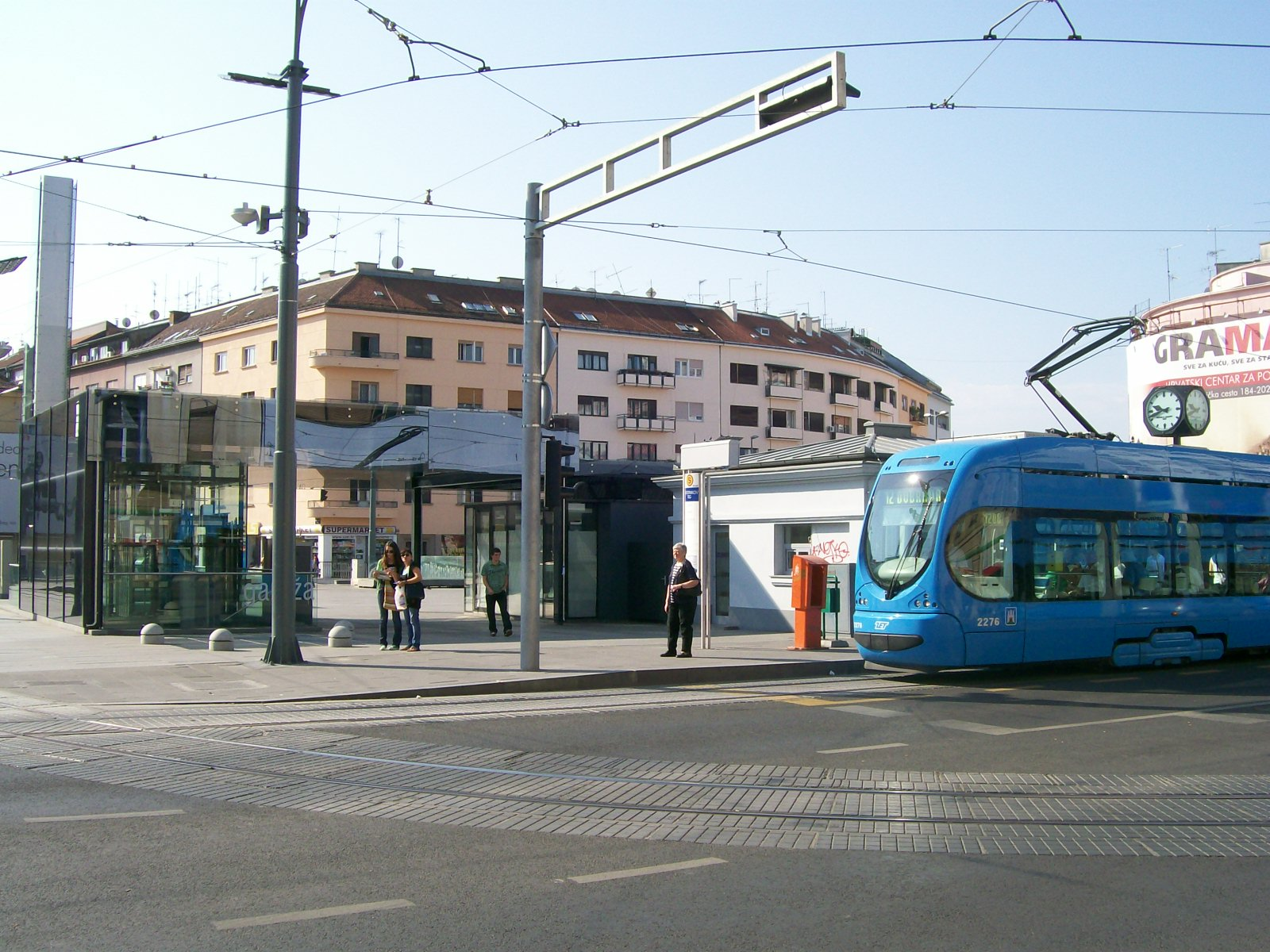
Пересечение улиц Домяничева и Максимирска, на северо-восточном углу площади.

Площадь Эугена Кватерника (хорв. Trg Eugena Kvaternika, также известная как Kvaternikov trg, Kvaternjak или Kvatrić среди местных жителей) — площадь в Загребе, столице Хорватии, расположенная на границе между городскими районами Максимир, Горний Град — Медвещак и Долний Град. Она служит местом пересечения улиц Влашка, Драгутина Домьянича, Максимирска, проспекта Векослава Хайнцеля и улицы Шубичева. Площадь Эугена Кватерника — одна из самых многолюдных в хорватской столице.
В начале 2010-х годов площадь была подвергнута масштабной реконструкции, в ходе которой, например, появилась подземная стоянка. Однако эти новшества встретили недовольство со стороны местных жителей по функциональным и эстетическим причинам. Площадь Эугена Кватерника служит важным транспортным узлом Загреба, трамвайные маршруты ZET 4, 5, 7, 11, 12 и 13 проходят через неё или имеют здесь свои конечные остановки.